# Zespół Szkół Licealnych im. Bolesława Chrobrego w Leżajsku

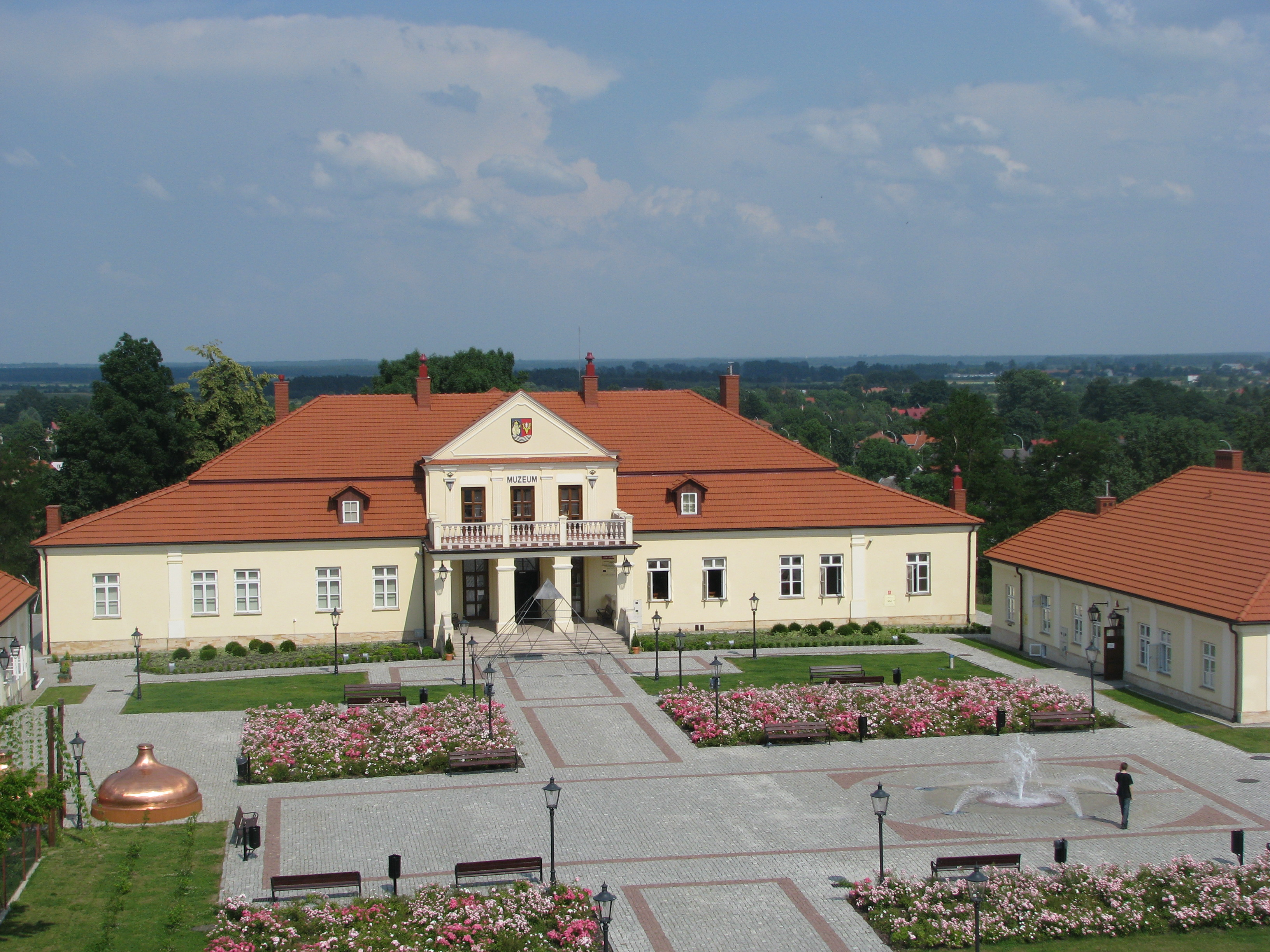
Dwór Starościński – siedziba szkoły w latach 1912-1974

Zespół Szkół Licealnych im. Bolesława Chrobrego w Leżajsku – najstarsza szkoła ponadpodstawowa w Leżajsku.

## Historia
W 1912 powstało Miejskie Gimnazjum Realne w Leżajsku, założone przez Radę Miejską w Leżajsku, a jego siedzibą był Dwór Starościński. Z początku działały dwie klasy, później wprowadzano kolejne. W 1922 przekształcone w Państwowe Gimnazjum. W 1926 utworzono Państwowe Gimnazjum im. Bolesława Chrobrego. Zarządzeniem Ministra Wyznań Religijnych i Oświecenia Publicznego Wojciecha Świętosławskiego z 23 lutego 1937 zostało przekształcone w „Państwowe Liceum i Gimnazjum im. Króla Bolesława Chrobrego” (państwową szkołę średnią ogólnokształcącą, złożoną z czteroletniego gimnazjum i dwuletniego liceum). Po wejściu w życie tzw. reformy jędrzejewiczowskiej szkoła miała charakter koedukacyjny, a wydział liceum ogólnokształcącego był prowadzony w typie przyrodniczym.
W 1959 uruchomiono Liceum Ogólnokształcące im. Bolesława Chrobrego. W 1983 powstał Zespół Szkół im. Bolesława Chrobrego. W wyniku reformy szkolnictwa w 2002 powołano Zespół Szkół Licealnych im. Bolesława Chrobrego.
Od 1974 szkoła mieści się w budynku przy ulicy Marii Curie-Skłodowskiej 6.

## Dyrektorzy
- Jan Karol Całczyński (organizator i pierwszy dyrektor 1 IX 1912 – 18 I 1913)[5][6][2]
- Maksymilian Wiśniowiecki (21 II 1913 – 7 I 1914)[5][2]
- Antoni Panek (15 II 1914 – 31 VIII 1920)[2]
- ks. Henryk Roszkowski (1 IX 1920 – 1 II 1921)[2]
- ks. Piotr Szpila (1 II 1921 –14 XI 1928)[2]
- Józef Depowski 14 XI 1928 – 31 VIII 1930)[5]
- Franciszek Ksawery Bułkowski (1 IX 1930 - 31 VIII 1934)[5]
- Jan Mazur (1 IX 1938 – 1 IX 1939)[5]
- Stanisław Lubicz Majewski (1 IX 1934 – 31 VIII 1938)[7][5]
- Stanisław Gdula (VII 1941 – 31 VIII 1944 oraz 1 IX 1948 – 31 VIII 1949)[5]
- Antoni Drozd (1 IX 1949 – 31 VIII 1950)[5]
- Jan Gołębiowski (1 IX 1950 – 31 VIII 1955)[5]
- Ferdynand Gawroński (1 X 1955 – 31 I 1957)[5]
- Henryk Kunz (1 II 1957 – 31 VIII 1968)[5]
- Czesław Lorenc (1 IX 1968 – 31 VIII 1975)[5]
- Jan Kurp (1 IX 1975 – 31 X 1978)[5]
- Janusz Engel (1 – 30 IX 1955 oraz 15 XI 1978 – 31 VIII 1987)[5]
- Henryk Świta (1 IX 1987 – 31 VIII 1991)[5]
- Stanisław Bartnik (1 IX 1991 – 31 VIII 2013)[5]
- Zbigniew Trębacz (2013 – 10 V 2024)[5]
- Szymon Łuszczak (10 V 2024 –)[5]

## Absolwenci
- Stanisław Błaszczyna
- Stanisław Tołpa
- Michał Rękas
- Wincenty Urban
- Rudolf Jaszowski
- Jan Kozyra
- Ludmiła Łączyńska[8]
- Józef Burszta
- Janusz Dolny
- Stanisław Panek
- Henryk Dublaga
- Roman Szczęsny
- Józef Zych
- Jan Błądek
- Kazimierz Madej
- Jerzy Wawszczak
- ks. Jan Kulpa
- Stanisław Stańko
- Mariusz Kulpa
- Stanisława Krauz
- Ignacy Dec
- Andrzej Kisielewicz
- Janina Sagatowska
- Bogusław Buszewski
- Leszek Szreder
- Zbigniew Rynasiewicz
- Mirosław Schossler
- Krzysztof Kida
- Damian Muskus
- Helena Słotwińska[9]
- Kryspin Dubiel